# Ochsenfurt
Ochsenfurt é um município da Alemanha, situado no distrito de Würzburgo, no estado da Baviera. Tem 63,55 km² de área, e sua população em 2019 foi estimada em 11.296 habitantes.